# Onto (schip, 1918)
De Onto was een Fins stoomvrachtschip van 1.333 ton. Ze werd gebouwd in 1918 door de scheepswerf H. te Veldhuis, Papendrecht, Nederland en de eigenaar was Ernst Sohn uit Helsinki, Finland, waar ze ook haar thuishaven had. Ze was geladen met ballast en haar laatste reis was vanuit Zeebrugge, België naar Tyne, Noord-Engeland. Het Finse vrachtschip had 18 bemanningsleden aan boord.

## Geschiedenis
Omstreeks 22.13 u. op 23 januari 1940 liep de Onto op een zeemijn, die gelegd werd op 8 januari 1940 door de Duitse U-boot, U-56 van Wilhelm Zahn. De Finse stoomcargo zonk binnen enkele minuten, op 2,7 zeemijl - 251° van het Smith’s lichtschip, Cross Sand. Hierbij vielen er geen slachtoffers en alle hens werd gered door een Britse torpedojager en een Grieks stoomschip.